# Limnophora cyclocerca
Limnophora cyclocerca este o specie de muște din genul Limnophora, familia Muscidae, descrisă de Zhou și Xue în anul 1987. Conform Catalogue of Life specia Limnophora cyclocerca nu are subspecii cunoscute.